# Popillia tricholopha
Popillia tricholopha är en skalbaggsart som beskrevs av Ohaus 1920. Popillia tricholopha ingår i släktet Popillia och familjen Rutelidae. Inga underarter finns listade i Catalogue of Life.